# 제프 한

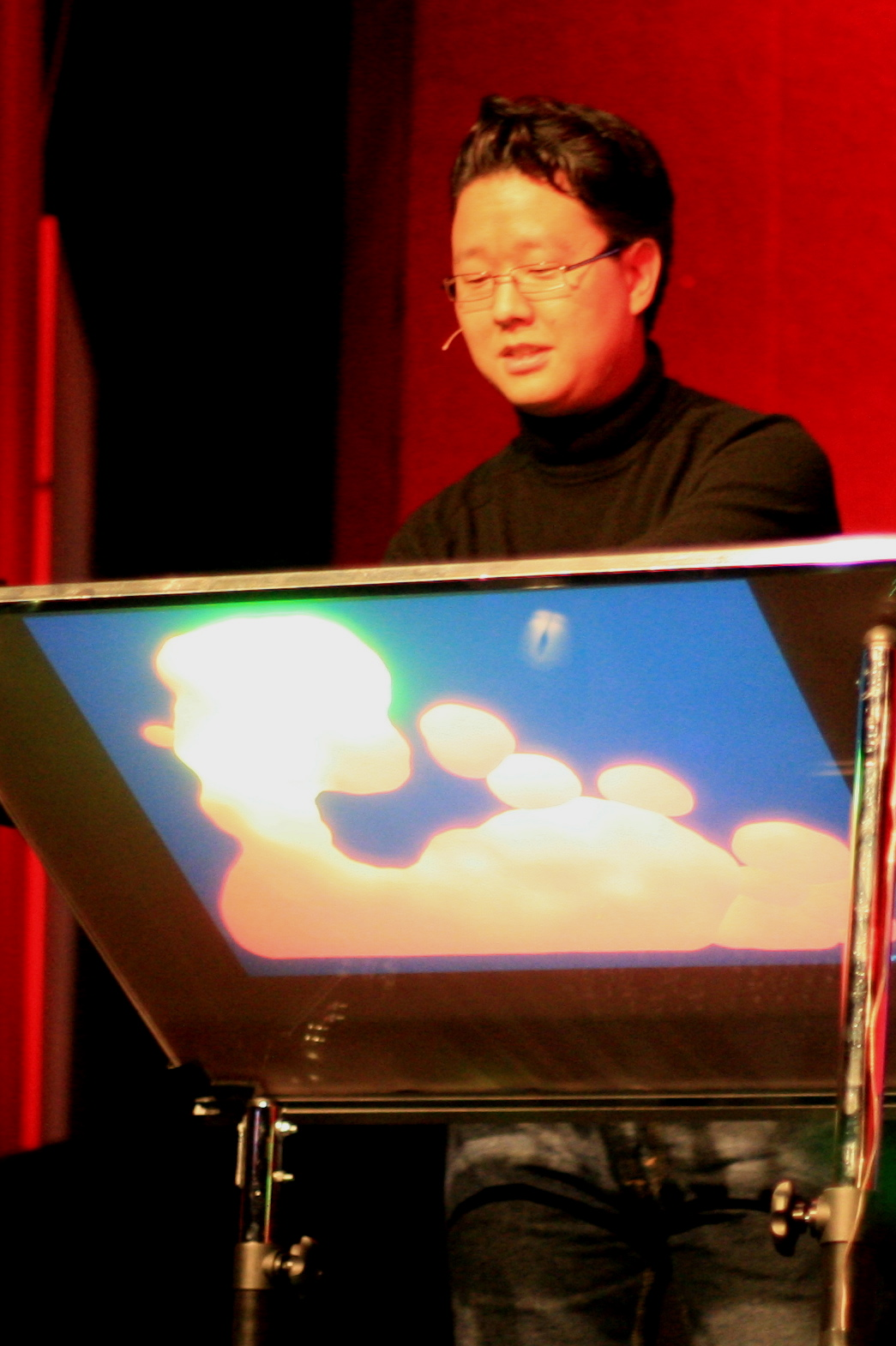
2006년 TED에서 강연 중인 모습

제프 한(Jefferson Y. Han, 한재식, 1975년 ~ )은 미국의 과학자이자 기업가이다.

## 생애
코넬 대학교에서 전기공학과 컴퓨터공학을 전공하다 3학년 때 중퇴하고, 로스앤젤레스에 있는 화상회의 시스템 개발사에서 일했다.
2002년 뉴욕 대학교로 옮겨 디스플레이 분야를 연구하며, 2005년 발표한 멀티터치 스크린 기술(매직 월)에 대한 논문으로 학계의 관심을 끌었다. 2006년 TED에서 이를 소개하여 큰 화제가 되었고, 같은 해 퍼셉티브 픽셀사를 설립하며 해당 기술을 상용화했다. 회사는 2012년 7월 마이크로소프트에 인수되었다.

## 상훈
- 가장 영향력 있는 100인, 타임, 2008년 5월
- National Design Award 인터랙션 디자인 부분 (퍼셉티브 픽셀), 쿠퍼 휴이트 국립 디자인 박물관, 2009년